# Хадыркэ, Ион Дмитриевич

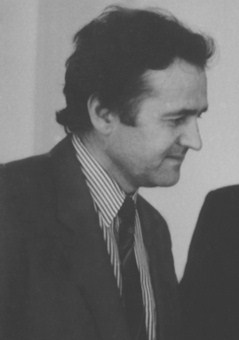

Ио́н Дми́триевич Хады́ркэ (рум. Ion Hadârcă; род. 17 июня 1949, Сынжерей, Лазовский район, Молдавская ССР, СССР) — молдавский писатель и политический деятель, первый лидер Народного фронта Молдовы (1989—1992), основатель Либерал-реформаторской партии.

## Биография
Родился 17 июня 1949 года в селе Сынжерей Лазовского района Молдавской ССР (ныне — Сынжерейский район). В 1966 году окончил среднюю школу. С 1966 по 1968 год проходил срочную службу в Вооружённых силах СССР. В 1974 году окончил Кишинёвский государственный педагогический институт им. Иона Крянгэ.

### Литературная деятельность
В 1966—1968 годах работал в районной газете «Каля ленинистэ».
С 1974 по 1978 год работал научным сотрудником в Институте языка и литературы Академии наук МССР.
С 1978 по 1981 год — редактор, затем заведующий отделом в издательстве «Литература артистикэ» в Кишинёве. В 1979 году награждён Премией комсомола Молдавии имени Бориса Главана.
С 1983 по 1985 год — руководитель литературного кружка «Лучафэрул» при газете «Тинеримя Молдовей».
С 1987 по 1989 год — член и секретарь правления Союза писателей Молдавской ССР и Республики Молдова.
Автор ряда сборников стихов и переводов с русского, армянского и других языков народов СССР, публицистических эссе, поэм «Acest carnet comsomolist» (о бессарабском комсомольце-знаменосце и революционере Антоне Оникэ, 1987; ему же посвящён стих «Anton Onica»), «Carnetul Boris Glavan» (о молодогвардейце Б. Г. Главане, 1979) и других.
19 августа 2020 года удостоен Национальной премии Республики Молдова (Правительство Республики Молдова) за Opera omnia.

### Политическая деятельность
Ион Хадыркэ является одним из основателей Народного фронта Молдовы и идеологов румынизма в Республике Молдова.
В 1989 году Хадыркэ был избран депутатом Верховного Совета МССР, был первым заместителем председателя Верховного Совета МССР. Занимал должность заместителя председателя парламента, в 1993 году подал в отставку.
Избирался народным депутатом СССР от Каларашского национально-территориального избирательного округа № 269 МССР.
На парламентских выборах 1994 года избран депутатом Парламента Республики Молдова от Блока крестьян и интеллигенции.
С 29 июля 2009 по 30 ноября 2014 года депутат Парламента Республики Молдова и руководителем фракции Либеральной партии (ЛП) в парламенте (до 2013 года).
12 апреля 2013 года Ион Хадыркэ, вместе с 6 депутатами, 2 министрами, тремя заместителями министров и лидерами территориальных организаций Либеральной партии создал Совет по реформированию Либеральной партии. Члены совета потребовали организации съезда партии и назначения Дорина Киртоакэ главой ЛП вместо Михая Гимпу. На следующий день, 13 апреля 2013 года Республиканский совет ЛП исключил из партии Иона Хадыркэ, а также 4 депутатов, 2 министров, 5 вице-министров, которые вошли Совет по реформированию ЛП.